# Nemoscolus lateplagiatis
Nemoscolus lateplagiatis là một loài nhện trong họ Araneidae.
Loài này thuộc chi Nemoscolus. Nemoscolus lateplagiatis được Eugène Simon miêu tả năm 1907.